# Kugri (sockenhuvudort i Kina, Qinghai Sheng, lat 35,66, long 98,41)
Kugri (kinesiska: 沟里, 沟里乡, 曲日纳) är en sockenhuvudort i Kina. Den ligger i provinsen Qinghai, i den nordvästra delen av landet, omkring 320 kilometer väster om provinshuvudstaden Xining. Antalet invånare är 1 989. Befolkningen består av 762 kvinnor och 1 227 män. Barn under 15 år utgör 17,0 %, vuxna 15-64 år 78 %, och äldre över 65 år 4,0 %.
Trakten runt Kugri är nära nog obefolkad, med mindre än två invånare per kvadratkilometer. Det finns inga andra samhällen i närheten. Trakten runt Kugri består i huvudsak av gräsmarker.
Genomsnittlig årsnederbörd är 364 millimeter. Den regnigaste månaden är juli, med i genomsnitt 77 mm nederbörd, och den torraste är januari, med 3 mm nederbörd.